# Tătăranu
Tătăranu település Romániában, Moldvában, Vrancea megyében,

## Fekvése
A 23A út mellett, Mărtineşti északi szomszédjában fekvő település.

## Leírása
A 2002-es népszámlálás adatai szerint 4,910 lakosa volt, melyből 4910 román, 18 cigány volt. Ebből 4863 ortodox, 40 evangélikus, 7 egyéb volt.
2007-ben 4890 lakost számoltak itt össze.